# 聖公會蒙恩小學
聖公會蒙恩小學（英語：S.K.H. Mung Yan Primary School），位於香港新界屯門新墟景峰徑1號，是一間津貼全日制男女小學，教學語言以中文為主（英文科除外），於1985年起由聖公會營辦。

## 校政管理
歷任校監
- 植柏燊先生[1]
- 2014年至今：黃健新牧師[2]

### 上午校
歷任校長
- 1985年至？年：何席璉先生[1]（創校校長[2]）
- ？至2007年：區靜儀女士
- 2007年至2008年：鄭俠英先生
- 2008年至2009年：陳榮熾先生（由同系的天水圍靈愛小學調任）
- 2009年至2010年：李穗芳女士（由同系的馬鞍山主風小學調任，末任校長，其後學校轉為全日制）

### 下午校
歷任校長
- 1996年至？年：區靜儀女士[3]（由同系的主恩小學下午校調任）

### 全日制
1. 2010年至2014年：李穗芳女士（首任校長，後轉任同系的基福小學第二任校長）
2. 2014年至2025年：陸國森先生（第二任校長，由同系的阮鄭夢芹銀禧小學調任）

## 簡介

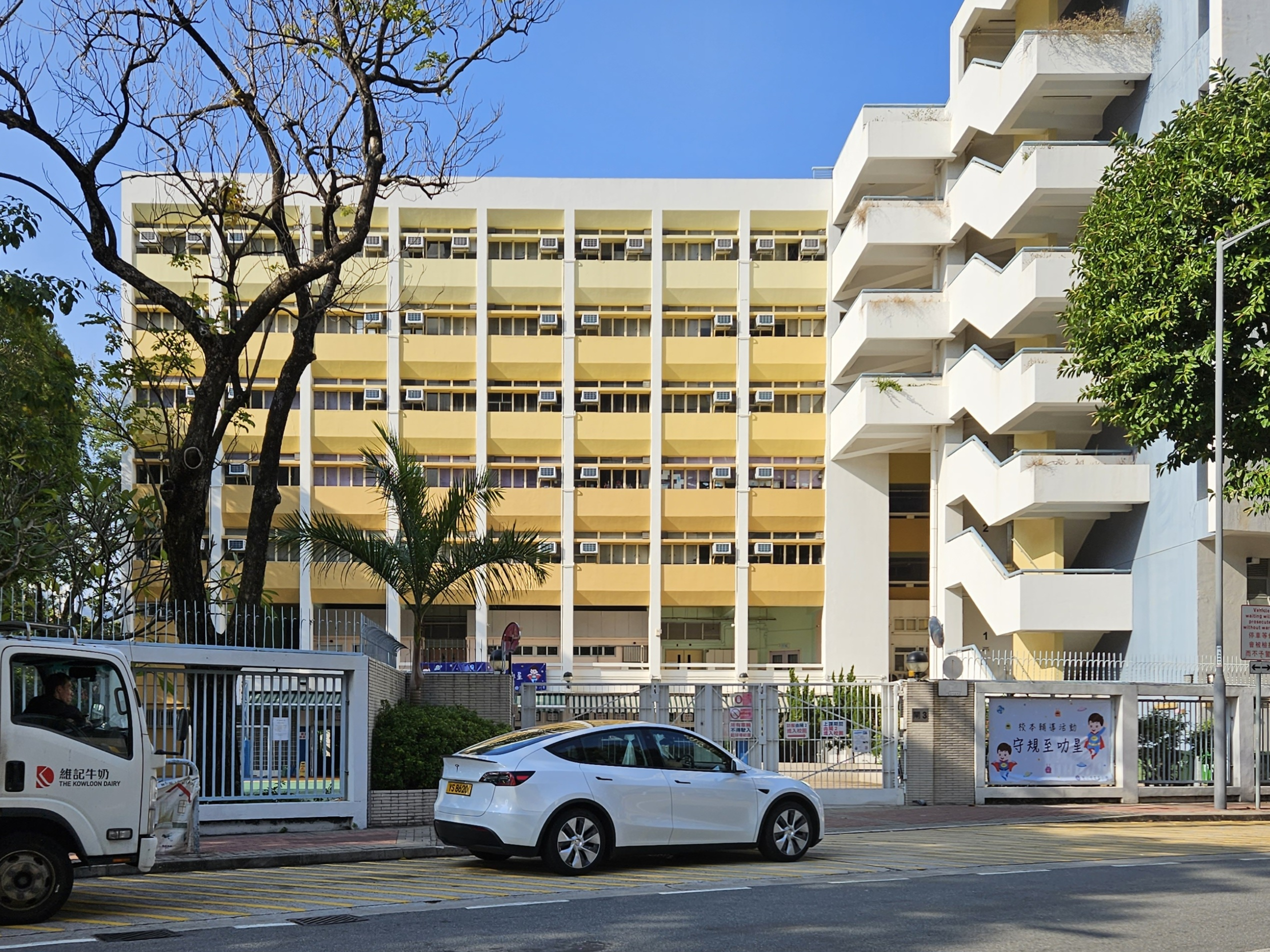
聖公會蒙恩小學舊翼

學校的創校經費是由「林護基金」捐贈，林植宣博士為了紀念其母親——許蒙恩女士（林護先生的元配夫人），故以「蒙恩」為本校命名。
此校舊翼為全港首座入伙的改良版標準小學校舍，1985年3月已獲發入伙紙，同年9月1日正式開課。下午校曾於2003年獲分配元朗第13區後千禧校舍（現址為基督教香港信義會宏信書院）作開辦全日制小學之用，當時預計2007年可開課，但最後政府決定將用地發還予原先獲分配的基督教香港信義會，因此分拆計劃告吹。校方遂進行大幅度擴建，興建一座比舊翼大三分之二的教學樓，以容納全日制後激增的學額。工程於2010年4月完工，9月1日上下午校正式合併。

## 校訓
非以役人，乃役於人 Not to be served but to serve。

## 辦學宗旨
以培養兒童有良好教育基礎，強健體格，貫徹基督化完美人生為辦學宗旨，使兒童在知識和德行方面均衡發展，德、智、體、群、美、靈六育有穩固根基，成為樂於學習、善於溝通、勇於承擔、敢於創新、役於眾民的社會棟樑。

## 學校設施
學校設有36個課室、1個禮堂、3個操場。佔地面積5,456平方米，屬於「大型偏中」的校園。

## 教學情況
教學人員總數68人；班級總數為36班，每級有6班；其中63人是核准編制內。

## 知名/傑出校友
- 周祉君：香港男演員[7]（1996年上午校）
- 陳芷澄：香港女子高爾夫球運動員

## 資料來源與註釋
1. 1 2  . 家庭與學校合作事宜委員會. 2000  [2023-01-30]. （原始内容存档于2002-08-08） （中文（香港））.
2. 1 2   (PDF). 聖公會蒙恩小學. 2015-07  [2023-01-31]. （原始内容存档 (PDF)于2023-01-30） （中文（香港））.
3. ↑  . 家庭與學校合作事宜委員會. 2000  [2023-01-30]. （原始内容存档于2001-02-09） （中文（香港））.
4. ↑  . 聖公會蒙恩小學.   [2024-12-02]. （原始内容存档于2024-06-15）.
5. ↑   (PDF).   [2020-11-30]. （原始内容存档 (PDF)于2021-02-07）.
6. 1 2 3  . 升學天地. 2019-04-09  [2020-11-30]. （原始内容存档于2021-02-27） （中文（香港））.
7. ↑  聖公會蒙恩小學《1995年/1996年上午校6C班畢業生合照》，1995年/1996年 （页面存档备份，存于）

- 聖公會蒙恩小學校友會的Facebook專頁